# 香榭丽舍大街
香榭丽舍大街（法語：Avenue des Champs-Élysées，法語發音：[av(ə).ny de ʃɑ̃z‿e.li.ze]），是法國首都巴黎的一條大道，位於城市西北部的第八區。它被譽為巴黎最美麗的街道。「香榭麗舍」原意是希臘神話中聖人及英雄靈魂居住的冥界中之至福樂土。

## 簡介
香榭麗舍大道位于巴黎八区，城市的西北部。起始於協和廣場，廣場上矗立有方尖碑，大街由東向西延伸1915米，前半段較平坦，接著有一段上坡直到戴高樂廣場（舊稱星形廣場，位於夏佑宮所在的高地頂部），廣場中心屹立著凱旋門。 
其筆直的街道能夠讓人們可以看到很遠的地方：羅浮宮和它裡面的金字塔、卡鲁索凯旋门、杜伊勒里花園、方尖碑、凱旋門，以及在西邊更遠處，巴黎城外的拉德芳斯新凱旋門。這是巴黎西邊的歷史軸線。
香榭麗舍大道是巴黎主要的旅遊景點之一。香榭麗舍大道的前半段被綠地（square Marigny）和一些建築包圍著（theatre Marigny, palais de la Decouverte）。在高處有很多奢侈品商店和演出場所（電影院、麗都夜總會、香榭麗舍劇院），還有許多著名的咖啡館和餐館（Fouquet's）。
在十七世纪，自从凡尔赛城堡的风景画家勒·诺特于1640年请人在卢浮宫和杜伊勒宫的延长线上种下了一排树以来，香榭丽舍大街在當時還只是一个还未城市化的区域中心的一个漫長的散步场所。它的目前轮廓（在被称作“夏佑宫”之星以前）成形于1724年，延伸了杜伊勒花园的视线。半个世纪以后，它的西部通过目前巴黎的la Grande Armée大街以及纳伊的戴高乐大街延伸到塞纳河，但是不久之后，Fermiers Généraux墙又重新把它界定在星形广场。从1828年开始，巴黎市政府对它进行了修整，建成了最早的人行道。1838年，建筑师Jacques Hittorff对香榭丽舍大街加以规划（包括如今依然保存的路灯，花园是在拿破伦三世统治时期由Jean-Charles Alphand规划）。 
1994年，香榭丽舍大街得到2.5億法國法郎投資以進行必要的整修，参与者主要有Bernard Huet（城市规划专家），Jean-Michel Wilmotte和Norman Foster（道路和公共场所设施设计师）。

## 經濟

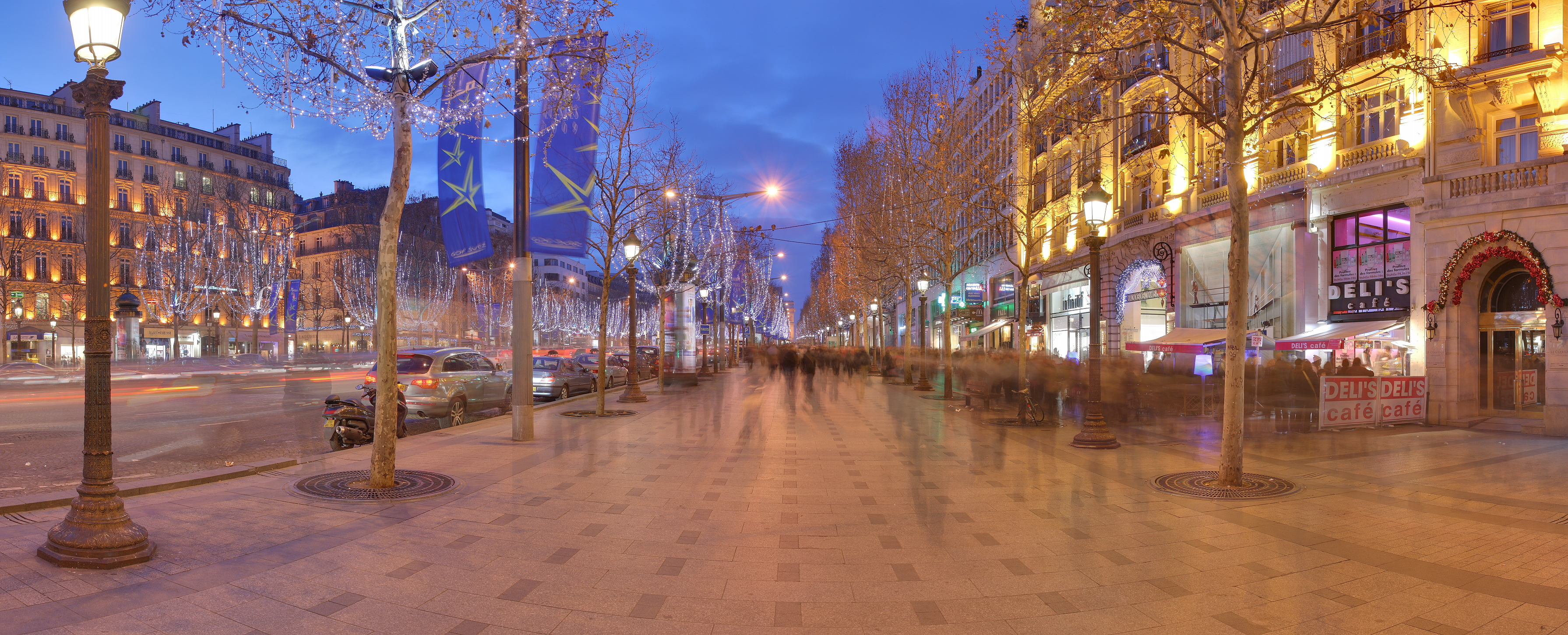
大街北边的人行道

大道上的商家組成了香榭麗舍委員會，該會於1860年組成，原名為香榭麗舍守衛及促進會，而於1980年改為現在的名稱。委員會的主旨是要維持大道的聲名及形象。為了達到主旨，委員會會監督地方政府調查商家的裝潢（照明、室內外裝飾等）還有商業活動（這裡的營業時間可以不受限制而比法國其他地方都長），委員會也有責任幫助新店家融入，同時確定這些店家符合大道的形象。 
因為它的名聲和豪華的排場，在香榭麗舍大道上開店自然成本不菲。高房價使得很少人在這裡居住，而一樓以上的位置多半是當辦公室使用。在這開店所需價錢並不一致，如朝北店舖受益於長日照時間，櫥窗不會像南邊被建築物的陰影擋到，因此相較之下租金高昂。截至2013年9月，香榭丽舍大街每月商用租金為世界第三。2013年，香港銅鑼灣羅素街在兩年內先後超越香榭丽舍大街和美國第五大道，成為每月商用租金最貴街道。

## 活動

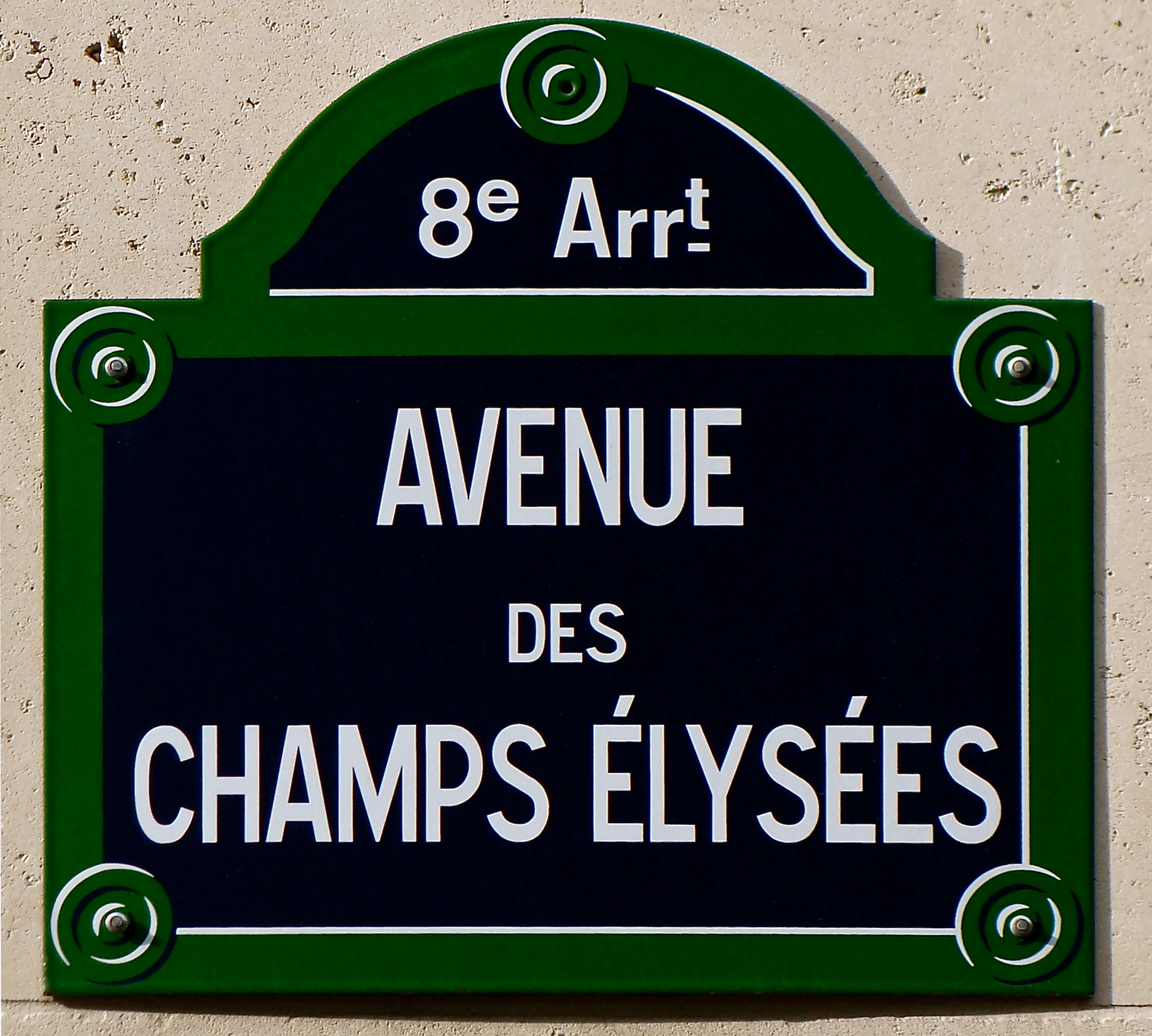
香榭麗舍

每年7月14日巴士底日，法國總統都會出席在香榭麗舍大道舉行的閱兵式。
香榭麗舍大道也是傳統上環法自行車大賽最後一個賽段的終點。
每年的最後一天，香榭麗舍大道的大部分就會成為步行街，人們聚集在街上狂歡，凱旋門燈光秀和煙花宣告新年到來。此活動在2020-2021跨年間因新冠疫情而暫停。